# Parafia Trójcy Przenajświętszej w Lipiu
Parafia pw. Trójcy Przenajświętszej w Lipiu – parafia rzymskokatolicka należącą do dekanatu mogielnickiego, archidiecezji warszawskiej, metropolii warszawskiej Kościoła katolickiego.